# Cletopyllus papillifer
Cletopyllus papillifer är en kräftdjursart som beskrevs av Willey 1935. Cletopyllus papillifer ingår i släktet Cletopyllus och familjen Laophontidae. Inga underarter finns listade i Catalogue of Life.